# Opatówek

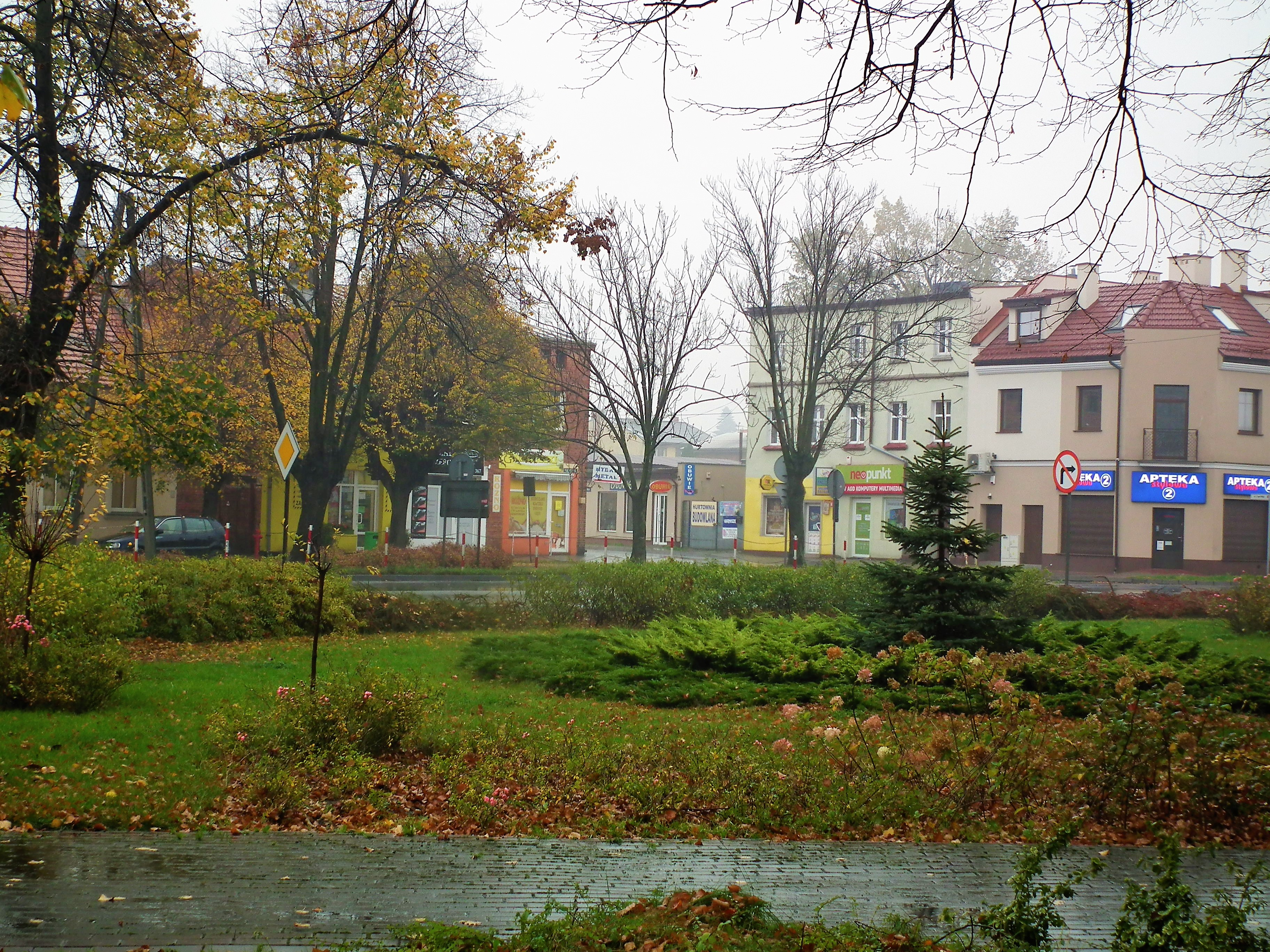
Rynek w Opatówku

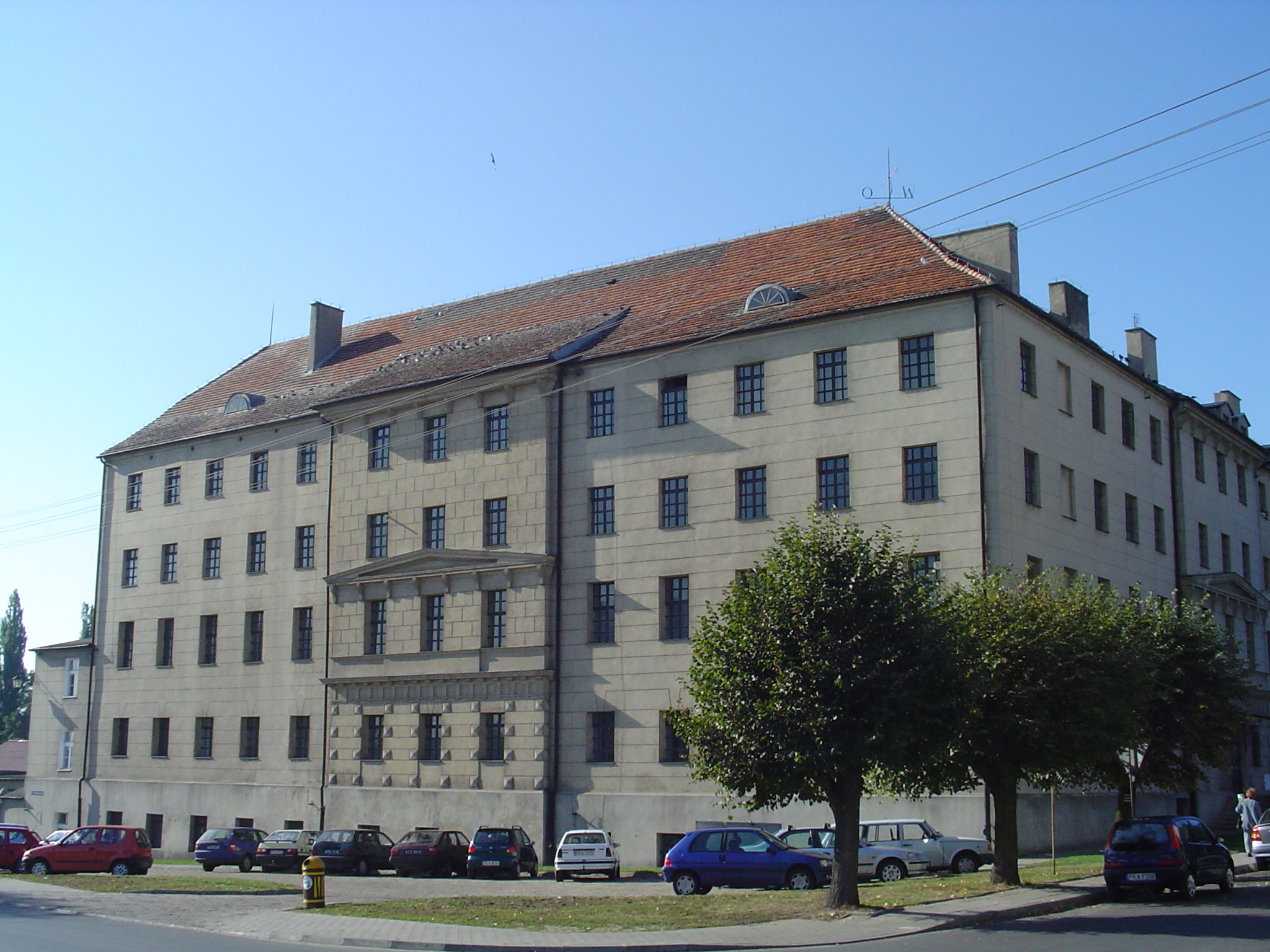
Muzeum Historii Przemysłu

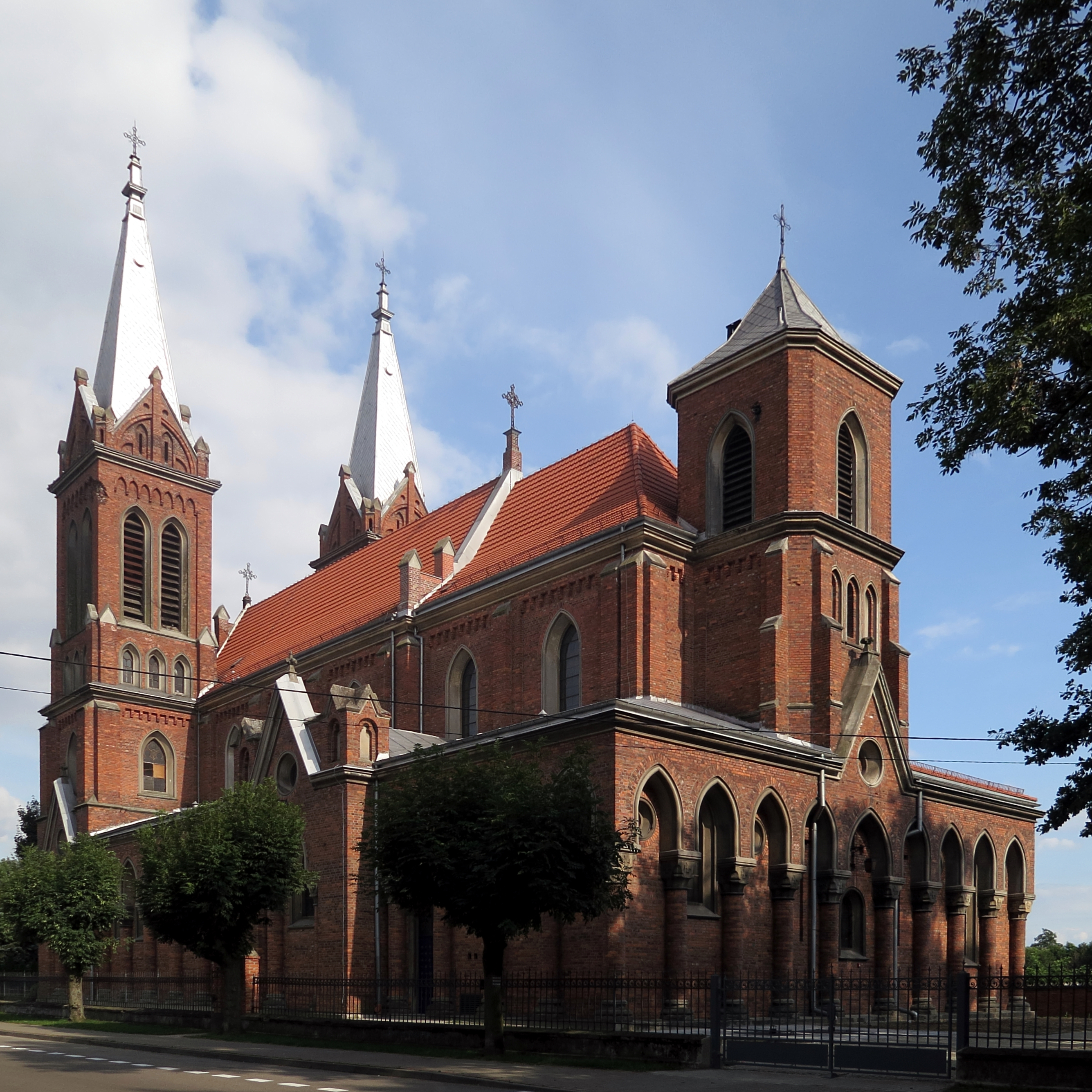
Neogotycki kościół parafialny Najświętszego Serca Pana Jezusa

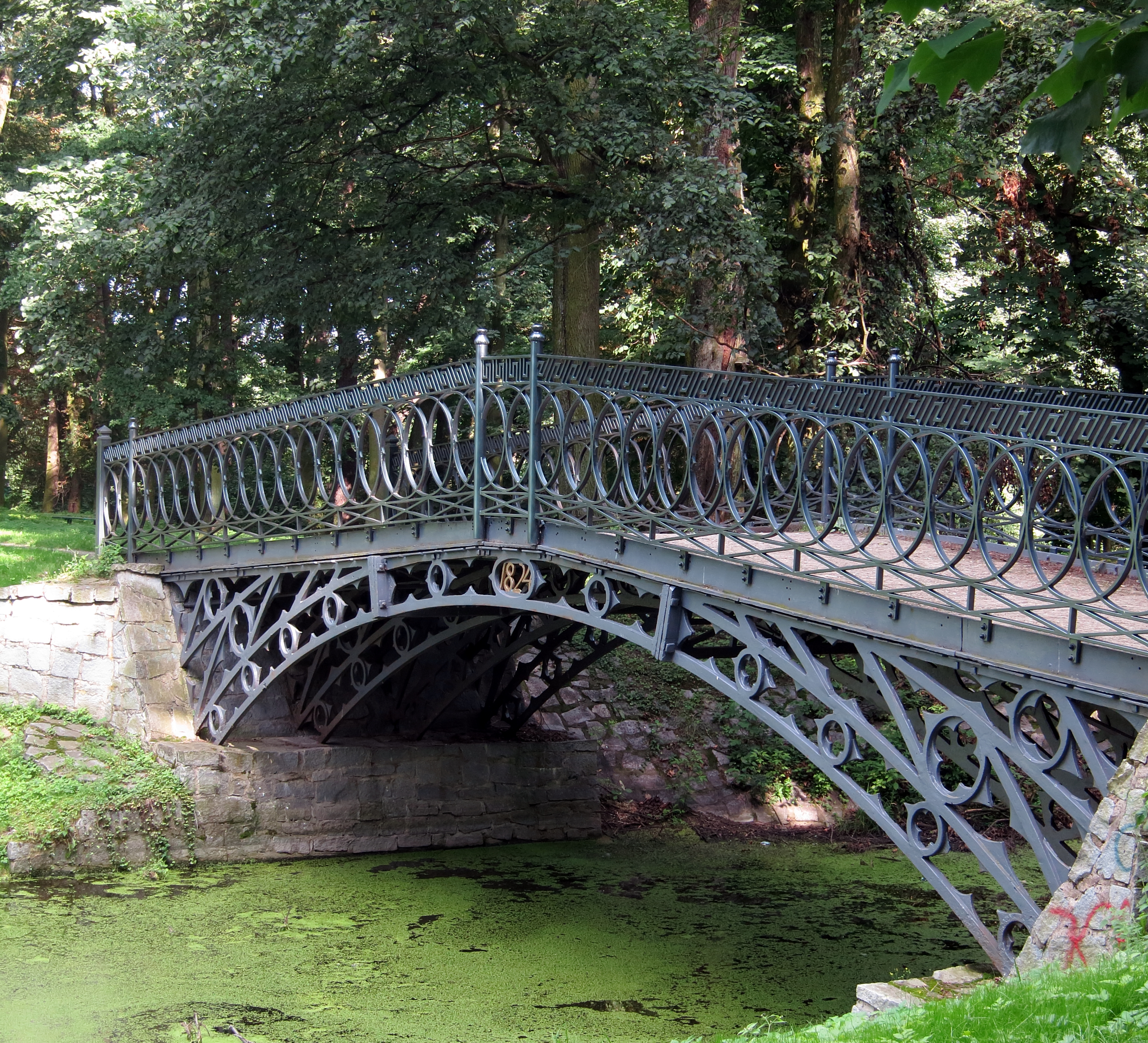
Park z mostem żelaznym z 1824 r.

Opatówek (łac. Opatovecum, Opatovia) – miasto w Polsce położone w województwie wielkopolskim, w powiecie kaliskim, siedziba gminy Opatówek.
W latach 1975–1998 miasto administracyjnie należało do województwa kaliskiego.
Miasto duchowne, własność arcybiskupstwa gnieźnieńskiego, pod koniec XVI wieku leżało w powiecie kaliskim województwa kaliskiego. Opatówek był miastem do 30 maja 1870, ponownie uzyskał prawa miejskie 1 stycznia 2017.
Według danych z 31 grudnia 2024 miasto liczyło 3481 mieszkańców.
Opatówek jest niewielkim ośrodkiem przemysłowym w Kaliskim Okręgu Przemysłowym, siedzibą grupy kapitałowej Colian; w mieście znajduje się jeden z zakładów produkcyjnych tej grupy.
W Opatówku znajduje się Muzeum Historii Przemysłu oraz wydział zamiejscowy Wyższej Szkoły Informatyki i Umiejętności w Łodzi. Miasto jest siedzibą dekanatu Opatówek (diecezja kaliska).
W 1826 w miejscowym kościele św. Doroty i Najświętszego Serca Pana Jezusa został pochowany pierwszy namiestnik Królestwa Polskiego książę Józef Zajączek.

## Położenie
Opatówek leży na Nizinie Południowowielkopolskiej, na Wysoczyźnie Kaliskiej, nad Trojanówką (hist. Cienia, Pokrzywnica, Stawka), w aglomeracji kalisko-ostrowskiej, w zespole miejskim Kalisza, około 9 km na wschód od Kalisza; przez miasto przebiega linia kolejowa nr 14, droga krajowa nr 12 i droga wojewódzka nr 471 (Opatówek–Dąbrowa). Opatówek położony jest we wschodniej części historycznej Wielkopolski, w Kaliskiem; do II rozbioru Polski (1793) leżał w województwie kaliskim, po utworzeniu Królestwa Polskiego (1815) leżał w województwie kaliskim, w powiecie kaliskim i był siedzibą gminy Opatówek; w dobie Królestwa Polskiego Opatówek był znacznym ośrodkiem przemysłowym w kalisko-mazowieckim okręgu przemysłowym, przez miasto przebiegał trakt fabryczny (Łowicz–Łódź–Kalisz), w 1914 uruchomiono wąskotorową linię kolejową Opatówek–Zbiersk w sieci Kaliskiej Kolei Dojazdowej.

## Historia
Pierwsze ślady osadnictwa na terenach dzisiejszego Opatówka pochodzą z epoki brązu. W okresie ożywionego handlu z Rzymem w pobliżu dzisiejszego Opatówka przebiegał szlak handlowy, nie wiadomo jednak czy już wówczas istniała w tym miejscu osada.
Początki Opatówka związane są z chrystianizacją Wielkopolski w okresie kształtowania się państwa polskiego. Sprowadzane wówczas zakony otrzymywały kilka lub nawet kilkanaście wsi jako uposażenie. Prawdopodobnie Opatówek wymieniany jest wówczas jako Opatovia, Opatów, lub Opatowo. W 1246 roku jest już własnością archidiecezji gnieźnieńskiej. Na przełomie XIII i XIV wieku Opatówek był kilkakrotnie niszczony. Najpierw podczas najazdów szlachty na dobra arcybiskupie, a następnie przez Litwinów (1304) i Krzyżaków (1331).
W drugiej połowie XIV wieku dzięki staraniom arcybiskupa gnieźnieńskiego Jarosława Bogorii Skotnickiego Opatówek uzyskał potwierdzenie praw miejskich, nabytych prawdopodobnie w 1 połowie tegoż stulecia. Mimo ich uzyskania, przez długi okres należał do miast bardzo małych. W 1579 roku miasto opłacało podatek „od dwu rzemieślników i ośmiu komorników”. Od XIV wieku istniał w Opatówku niewielki zamek arcybiskupów gnieźnieńskich zbudowany z inicjatywy Jarosława Bogorii Skotnickiego. W XVI wieku był otoczony fosą i zaopatrzony w broń palną. Warownia ta spełniała przede wszystkim rolę gospodarczo-administracyjną dla dóbr arcybiskupich. W 1775 roku Opatówek liczył 80 „dymów”.

### Rozbiory Polski
Po II rozbiorze Polski Opatówek znalazł się w departamencie kaliskim Prus Południowych, a następnie w departamencie kaliskim Księstwa Warszawskiego. W 1807 roku stał się własnością gen. Józefa Zajączka. Dochód z nadanego Zajączkowi klucza opatóweckiego w samym tylko 1807 roku wyniósł 81 081 złp. W 1810 roku Zajączek przebudował dawny pałac prymasowski na styl renesansowy oraz odnowił otaczający go park. W latach 1806–1813 dzierżawcą Opatówka był Kacper Miaskowski, oficer wojsk polskich, w czasie inwazji na Rosję (1812) dowódca 15. Pułku Piechoty Księstwa Warszawskiego.

### Królestwo Polskie
W 1815 roku utworzono Królestwo Polskie, od 1816 roku Opatówek leżał w województwie kaliskim, w powiecie kaliskim, był siedzibą gminy; w 1837 roku województwo kaliskie przemianowano na gubernię kaliską, w 1844 roku włączoną do guberni warszawskiej, utworzoną ponownie w 1867 roku.
Początek XIX wieku to okres rozwoju Opatówka. Miasto zyskało nowe grunty przy trakcie fabrycznym z Łowicza do Kalisza. Skuszeni przywilejami osiedlali się w Opatówku mieszczanie, kupcy i przemysłowcy. Położono bruk i zbudowano nowe kamienice. W 1824 roku powstała w Opatówku fabryka sukna. Rozwój Opatówka opisał w swych pamiętnikach polski pisarz i dramaturg, Julian Ursyn Niemcewicz: „z miejsca, położonego w piaszczystej i nieprzyjemnej krainie, uczynili dzisiejsi właściciele okolicę najprzyjemniejszą. (...) nie wieś, jak przedtem, lecz porządne miasteczko, z rzemieślniczych domów złożone, wskazują wszędy ruch czynny i życie, miłym Opatówek czynią pobytem”.
W 1831 roku urodził się w Opatówku Agaton Giller, dziennikarz i publicysta, członek Rządu narodowego w powstaniu styczniowym, a w 1833 roku jego brat Stefan Giller, poeta, znany jako „Stefan z Opatówka”. W 1850 roku miasto liczyło już 1200 mieszkańców. W 1862 roku zezwolono na osiedlanie się w Opatówku Żydom. Podczas powstania styczniowego operował w rejonie Opatówka oddział Franciszka Parczewskiego. W 1869 roku Opatówek, liczący wówczas 1623 mieszkańców, utracił prawa miejskie stając się osadą miejską. W 1878 roku spłonęło archiwum akt dawnych, uratowano jedynie jeden przywilej namiestnika oraz pięć ksiąg grodzkich z XVII i XVIII wieku.
Pałac popadł w ruinę, w 1910 roku zamknięto fabrykę sukna. W tym okresie jednakże szansą dla Opatówka stało się uzyskanie w 1902 roku połączenia kolejowego z Kaliszem i Łodzią (Kolej Warszawsko-Kaliska).
W 1914 roku wybudowano linię kolei wąskotorowej do Zbierska (Kaliska Kolej Dojazdowa). 15 sierpnia 1914 roku wkroczyły pierwsze oddziały niemieckie. Od 1917 roku działał na terenie Opatówka oddział Polskiej Organizacji Wojskowej.

### II Rzeczpospolita
W 1918 roku Opatówek powrócił do Polski. W okresie międzywojennym społeczeństwo Opatówka było zróżnicowane narodowościowo, zamieszkiwali tu Polacy, Niemcy i Żydzi. Działały organizacje polskie, w tym harcerstwo. 14 czerwca 1919 roku w Opatówku złożył wizytę nuncjusz papieski w Polsce Achille Ratti, przyszły papież Pius XI. W 1931 roku Opatówek zamieszkiwało 3000 mieszkańców. 22 listopada 1931 roku odsłonięto Pomnik Wolności z płaskorzeźbą przedstawiającą popiersie Józefa Piłsudskiego. W 1938 roku dokonano elektryfikacji i podłączenia do elektrowni w Kaliszu.
4 września 1939 roku nastąpiło wkroczenie wojsk niemieckich do miasta i masowa ucieczka ludności w kierunku wschodnim.

### Okres powojenny
W dniach 21–22 stycznia 1945 roku do miasta wkroczyły oddziały Armii Czerwonej. W kwietniu 1945 roku powstała „Samopomoc Chłopska”. W grudniu 1951 roku oddano do użytku nowy gmach szkoły podstawowej przy ul. Szkolnej 3. W 1972 roku powstał Zespół Szkół Rolniczych. W czerwcu 1987 roku świętowano 850-lecie Opatówka. Od 1990 roku istnieje Towarzystwo Przyjaciół Opatówka, które wydaje biuletyn „Opatowianin”. W 1997 roku odnaleziono na strychu domu Gillerów zbiór dokumentów, listów, rękopisów i książek należących do tej rodziny. W 1999 roku Gminnej Bibliotece Publicznej nadano status biblioteki powiatowej. W 2001 roku Opatówek rozpoczął współpracę z włoską gminą Peccioli. W latach 2005–2006 odnowiono drogę krajową nr 12 przebiegającą przez miejscowość. W 2005 roku oddano do użytku halę widowiskowo-sportową.
19 lipca 2016 roku premier Beata Szydło podpisała rozporządzenie Rady Ministrów, przywracające Opatówkowi prawa miejskie od 1 stycznia 2017 roku.

## Zabytki
- fabryka Adolfa Fiedlera w Opatówku
- most żelazny w Opatówku, wzniesiony w 1824, najstarszy most żeliwny w Polsce
- neogotycki kościół par. pw. Najśw. Serca Pana Jezusa i św. Doroty przebudowany w latach 1906–1912
- pozostałości po dawnym folwarku: oficyna, mur ogrodzeniowy i brama, „cukiernia”, brama do parku, spichlerz, 2 stodoły, ośmiorak i dwanaściorak (domy robotników folwarcznych)